# Мускат (грожђе)
Мускат (Muscat) је сорта белог и црног грожђа која потиче из античке античке Грчке. Вино од овог грожђа је слаткастог укуса, а подсећа на поморанџе, ананас и латице цвећа. Сматра се једним од најстаријих сорти грожђа од ког воде порекло бројне друге сорте. У Србији је, због карактеристичног мириса, познат и као тамјаника. 
Највише се гаји у Француској, Италији, Калифорнији (САД), Канади, Грчкој, Албанији, Србији и Хрватској. 

## Врсте
Мускат има неколико хиљада варијетета од којих су најпознатији:
- Мускат блан (Италија, Мађарска) од којег се прави чувено Токајско вино
- Мускат бели (Београдски подрејон, Лазаревачко виногорје, Зеоке)
- Мускат розе (Француска, Италија)
- Мускат де Сетубал (Португалија)
- Александријски мускат (Египат)
- Мускат отонел (Француска, Аустрија, Хрватска, Мађарска, Србија)
- Црни мускат (Калифорнија, Кипар, Француска)
- Оранж мускат (Аустралија)
- Моравски мускат (Чешка)
- Мускат крокан (Србија), који једино успева на Бисерном острву на реци Тиси.

## Галерија
- Виноград
- Сушење муската
- Бели мускат